# Gracie Fields

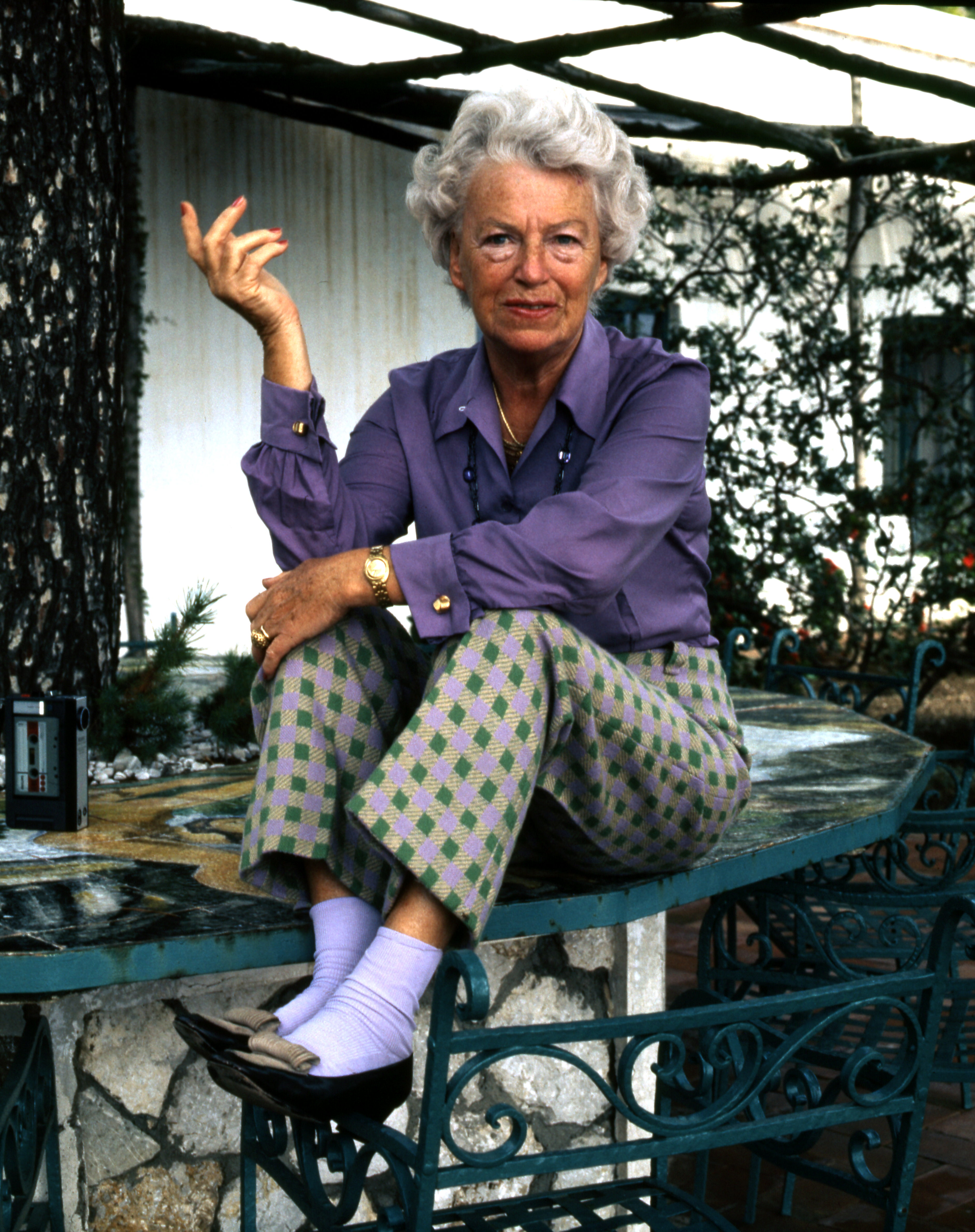
Gracie Fields (1974)

Dame Gracie Fields (* 9. Januar 1898 in Rochdale, Lancashire, England; † 27. September 1979 auf Capri, Italien; eigentlich Grace Stansfield) war eine britische Sängerin, Schauspielerin und Comedienne und zu ihrer Zeit einer der größten Stars im Film und in der Music-Hall-Szene ihres Heimatlandes. Obwohl sie denselben Nachnamen tragen und beide in Rochdale geboren wurden, ist Gracie nicht mit Sängerin Lisa Stansfield verwandt.

## 1905–1925 Erste Bühnenschritte
Gracie Fields stand 1905 als Siebenjährige das erste Mal auf einer Bühne. Ihre zwei Schwestern und ihr Bruder haben alle ihr Glück auf den „Brettern, die die Welt bedeuten“ gesucht – aber Gracie war die erfolgreichste der vier. Ihr Profidebüt im Varieté gab sie 1910 im Hippodrome Theater in Rochdale, und bald darauf gab sie ihren Job in der örtlichen Baumwollmühle auf.
Sie traf den Comedian Archie Pitt, und die beiden begannen ihre Zusammenarbeit. Pitt wurde ihr Manager; ihre erste gemeinsame Revue 1915 hieß Yes I Think So. Bis 1922 tourten sie durch Großbritannien. In dem Jahr haben sie das Programm Mr Tower of London auf die Beine gestellt. Mit diesem Programm änderte sich alles, als es ins Londoner West End kam. Die Hauptstädter waren begeistert, Gracie wurde einer breiteren Öffentlichkeit bekannt. Ihre Karriere beschleunigte sich, sie trat nun auch in „normalen“ Theaterstücken auf und begann eine Schallplattenkarriere. Nebenbei heiratete sie 1923 noch ihren Archie.

## 1925–1940 Gipfel des Erfolgs

Gracie Fields bei einem Auftritt für die Royal Air Force 1939

Eines ihrer erfolgreichsten Programme gaben sie zunächst 1925 im Alhambra Theatre. Die Show war ein riesiger Publikumserfolg, und Gracie ging mit dem Programm mehr als zehn Jahre lang auf Tournee. Sie trat zehnmal in den Royal Variety Shows in London auf (erstmals 1928) und gewann ein ergebenes Publikum mit ihrer Mixtur aus Witzen, mit denen sie sich selbst niedermachte, aus komischen Liedern und Monologen wie auch aus lustigen Songs über die Ära der Weltwirtschaftskrise – alle in einem schnörkellosen Stil präsentiert, der sich an der Arbeiterklasse Nordenglands orientierte.
Ihr berühmtestes Lied, der ihr Erkennungssong wurde, war „Sally“. Dieser wurde extra in den Titel ihres ersten Films Sally in Our Alley (1931) eingebaut, der dann auch die Kinokassen klingeln ließ. Sie machte später weitere Filme, zunächst in England, dann in den USA (wo sie ein Rekordhonorar von 200.000 US-Dollar für vier Filme erhielt) – obwohl sie die Filmaufnahmen nie leiden konnte, da sie ihr Live-Publikum vermisste.
Fields wurde einer der bestbezahlten Entertainer in Großbritannien und spielte überall im Lande vor ausverkauften Häusern. Fast alle nannten sie nur noch „Our Gracie“ („Unsere Gracie“). „Ihre Popularität in den 1930er Jahren war so groß, dass das Parlament eine Sitzung früher beendete, damit die Abgeordneten nach Hause gehen konnten, um eine Radiosendung von ihr zu hören.“
Ende der 1930er Jahre erklomm sie den Gipfel ihrer Popularität. Sie erhielt viele Auszeichnungen; unter anderem den Titel Commander of the British Empire (CBE) für ihre Verdienste im Entertainment. Ihr exklusives Haus in London, aus dem sie sich nie viel gemacht hatte und das sie mit ihrem Ehemann Archie Pitt teilte, schenkte sie einer Geburtsklinik, als ihre Ehe sich dem Ende zuneigte. 1939 wurde sie krank; sie hatte Gebärmutterhalskrebs. Ihre Fans schrieben ihr mehr als 250.000 Genesungskarten, und sie zog sich in ihre Villa auf Capri zurück, um sich zu erholen.

## 1940–1950 Auswanderung und Neuanfang
Kurz darauf begann der Zweite Weltkrieg, und Gracie, noch nicht ganz genesen, reiste nach Frankreich, um die Truppen zu unterhalten. 1940 heiratete sie nach der Scheidung von Pitt den Filmregisseur Monty Banks. Da Banks jedoch weiter Bürger des Kriegsgegners Italien blieb, somit im Vereinigten Königreich persona non grata war und Gefahr gelaufen wäre, in ein Internierungslager gesteckt zu werden, sahen sich Gracie und Monty gezwungen, Großbritannien zu verlassen und nach Nordamerika zu gehen. Obwohl sie weiterhin viel Zeit darauf verwandte, die Truppen zu unterhalten und die britischen Kriegsinteressen außerhalb ihres Heimatlandes auch anderweitig zu unterstützen, so führte dies doch dazu, dass ihre Popularität in Großbritannien schnell geringer wurde – nicht zuletzt, weil die Londoner Presse sie als Verräterin und Deserteurin darstellte.
Nach dem Krieg setzte Fields ihre Karriere auf einem niedrigeren Level fort. In den USA erreichte der Song Now Is the Hour 1948 Platz 3 der Charts. Im selben Jahr begann sie auch, wieder in Großbritannien aufzutreten, und war Star der Festival-of-Britain-Feiern. Ihre Popularität nahm wieder zu, ohne jedoch den Status zu erreichen, den sie in den 1930ern gehabt hatte. Sie nahm weiter Schallplatten auf, aber drehte keine Filme mehr. Musikalisch ging sie in eine leicht klassische Richtung, da der Musikgeschmack sich wandelte.

## 1950–1979 Ruhe finden auf Capri
Gracie Fields zeigte viel soziales Engagement und machte Capri zu ihrer Heimatadresse. Monty Banks starb 1950. Fields heiratete zwei Jahre später noch einmal, Boris Alperovici hieß ihr Auserwählter. In Großbritannien konnte sie 1957 (mit „Around the World“, Platz 8) und 1959 („Little Donkey“, Platz 20) noch zwei Singles in die Charts bringen. Seit ihrer dritten Hochzeit arbeitete sie noch weniger, aber wenn sie auftrat, dann waren die Hallen auch ausverkauft, sogar als sie schon in ihren Siebzigern war. Ein Album mit ihren größten Hits (The Golden Years) kam 1975 in die LP-Charts. 1978 eröffnete sie persönlich das Gracie Fields Theatre in Rochdale und hatte mit 80 Jahren noch einen Auftritt in der Royal Variety Show – ihren letzten Auftritt. Im Jahr danach wurde sie von der Königin zur Dame gemacht. Sie starb im September 1979 in ihrem Haus auf Capri. Ihr Grab befindet sich auf dem „Cimitero Acattolico“ auf Capri.

## Bekannte Songs
- Sally
- Sing as We Go
- Wish Me Luck as You Wave Me Goodbye
- The Biggest Aspidistra in the World
- Only a Glass of Champagne
- Christopher Robin Is Saying His Prayers
- Angels Guard Thee
- Nuns Chorus
- Now Is the Hour (Haere Ra)
- The Isle of Capri
- Around the World
- Little Donkey

## Filmografie (Auswahl)
- 1931: Sally in Our Alley
- 1932: Looking on the Bright Side
- 1933: This Week of Grace
- 1933: Love, Life and Laughter
- 1934: Sing as We Go
- 1935: Look Up and Laugh
- 1936: Queen of Hearts
- 1937: The Show Goes On
- 1938: We’re Going to Be Rich
- 1938: Keep Smiling
- 1939: Shipyard Sally
- 1943: Stage Door Canteen
- 1943: Holy Matrimony
- 1945: Molly and Me
- 1945: Paris Underground